# Publicaciones del Museo de Historia Natural Javier Prado. Serie B. Botánica
Publicaciones del Museo de Historia Natural Javier Prado. Serie B. Botánica (abreviado Publ. Mus. Hist. Nat. Javier Prado, Ser. B, Bot.) es una revista científica con ilustraciones y descripciones botánicas que es publicada en Lima desde el año 1948 hasta ahora.